# Rajd Argentyny 1980
Rajd Argentyny 1980 (2. Rally Codasur Ultra Movil YPF) – 2 Rajd Argentyny, rozgrywany w Argentynie w dniach 19-24 lipca. Była to szósta runda Rajdowych Mistrzostw Świata w roku 1980. Rajd został rozegrany na szutrze.

## Zwycięzcy odcinków specjalnych[1]
| Dzień | Data   | OS | Godzina | Nazwa                       | Długość  | Zwycięzca       | Czas    | Śred. pręd. | Lider rajdu  |
| ----- | ------ | -- | ------- | --------------------------- | -------- | --------------- | ------- | ----------- | ------------ |
| 1     | 21 lip | 1  | b.d.    | San Pablo 1                 | 33,30 km | Walter Röhrl    | 23:31   | 84,96km/h   | Walter Röhrl |
| 1     | 21 lip | 2  | b.d.    | San Pablo 2                 | 33,30km  | Walter Röhrl    | 23:40   | 84,42km/h   | Walter Röhrl |
|       |        |    |         |                             |          |                 |         |             | Walter Röhrl |
| 2     | 22 lip | 3  | b.d.    | Linea Atas - Tafi del Valle | 48,80km  | Walter Röhrl    | 33:05   | 88,50km/h   | Walter Röhrl |
| 2     | 22 lip | 4  | b.d.    | San Carlos - Escalchi       | 127,70km | Walter Röhrl    | 1:23:19 | 91,96km/h   | Walter Röhrl |
| 2     | 22 lip | 5  | b.d.    | Cachi - Pulares             | 108,50km | Walter Röhrl    | 1:03:37 | 102,33km/h  | Walter Röhrl |
| 2     | 22 lip | 6  | b.d.    | Guachipas - El Tala         | 123,50km | Attilio Bettega | 1:33:50 | 78,97km/h   | Walter Röhrl |
|       |        |    |         |                             |          |                 |         |             | Walter Röhrl |
| 3     | 23 lip | 7  | b.d.    | Alpachiri - Andalgala       | 108,60km | Walter Röhrl    | 1:18:56 | 82,55km/h   | Walter Röhrl |
| 3     | 23 lip | 8  | b.d.    | Aldalgala - La Puntilla     | 74,90km  | Walter Röhrl    | 30:40   | 146,54km/h  | Walter Röhrl |
| 3     | 23 lip | 9  | b.d.    | Belen - Palo Seco           | 159,00km | Walter Röhrl    | 1:22:30 | 115,64km/h  | Walter Röhrl |
| 3     | 23 lip | 10 | b.d.    | Amaicha - Tafi del Valle    | 55,30km  | Walter Röhrl    | 32:18   | 102,72km/h  | Walter Röhrl |
|       |        |    |         |                             |          |                 |         |             | Walter Röhrl |
| 4     | 24 lip | 11 | b.d.    | Aniena Radio - Sao de Paoli | 82,70km  | Hannu Mikkola   | 56:21   | 88,06km/h   | Walter Röhrl |
| 4     | 24 lip | 12 | b.d.    | El Portezuelo - Icano       | 94,40km  | Walter Röhrl    | 1:04:36 | 87,68km/h   | Walter Röhrl |
| 4     | 24 lip | 13 | b.d.    | El Cruce - Frias            | 73,10km  | Hannu Mikkola   | 28:14   | 155,35km/h  | Walter Röhrl |
| 4     | 24 lip | 14 | b.d.    | Frias - Lavalle             | 100,60km | Hannu Mikkola   | 1:10.05 | 86,13km/h   | Walter Röhrl |

| Zwycięzcy OS-ów | Zwycięzcy OS-ów |
| Kierowca        | Ilość           |
| --------------- | --------------- |
| Walter Röhrl    | 10              |
| Hannu Mikkola   | 3               |
| Attilio Bettega | 1               |

## Wyniki końcowe rajdu
| Msc.                   | Kierowca               | Pilot                  | Samochód               | Czas                   | Strata                 | Grupa                  |
| Klasyfikacja generalna | Klasyfikacja generalna | Klasyfikacja generalna | Klasyfikacja generalna | Klasyfikacja generalna | Klasyfikacja generalna | Klasyfikacja generalna |
| ---------------------- | ---------------------- | ---------------------- | ---------------------- | ---------------------- | ---------------------- | ---------------------- |
| 1                      | Walter Röhrl           | Christian Geistdörfer  | Fiat 131 Abarth        | 12:48.36               | 0.0                    | 4                      |
| 2.                     | Hannu Mikkola          | Arne Hertz             | Mercedes 500 SLC       | 13:04.35               | +15.59                 | 2                      |
| 3.                     | Carlos Reutemann       | Mirko Perissutti       | Fiat 131 Abarth        | 13:35.26               | +46.50                 | 4                      |
| 4.                     | Shekhar Mehta          | Yvonne Mehta           | Datsun 160 J           | 13:57.49               | +1:09.13               | 2                      |
| 5.                     | Jean-Claude Lefèbvre   | Christian Delferrier   | Peugeot 504 V6 Coupé   | 14:33.31               | +1:44.55               | 4                      |
| 6.                     | Domingo De Vitta       | Daniel Muzio           | Ford Escort 1.6        | 15:00.25               | +2:11.49               | 2                      |
| 7.                     | Francisco Alcuaz       | Daniel Griwieniec      | Peugeot 504 TN         | 15:13.03               | +2:24.27               | 2                      |
| 8.                     | Nestor García Veiga    | Marcelo Tornqvist      | Peugeot 504 TN         | 15:38.04               | +2:49.28               | 2                      |
| 9.                     | Federico West          | Gregorio Assadourian   | Ford Escort 1.6        | 15:58.04               | +3:09.28               | 2                      |
| 10.                    | Jorge Maggi            | Hector Valles          | Peugeot 504 TN         | 16:18.59               | +3:30.23               | 2                      |

## Klasyfikacja po 6 rundach

### Kierowcy
| Msc. | Kierowca        | Pkt. |
| ---- | --------------- | ---- |
| 1    | Walter Röhrl    | 68   |
| 2    | Anders Kulläng  | 40   |
| 3    | Björn Waldegård | 35   |
| 4    | Shekhar Mehta   | 30   |
| 5    | Markku Alén     | 27   |

### Producenci
| Msc. | Producent     | Pkt. |
| ---- | ------------- | ---- |
| 1    | Fiat          | 69   |
| 2    | Datsun        | 49   |
| 2    | Ford          | 49   |
| 4    | Mercedes-Benz | 46   |
| 5    | Opel          | 38   |